# Joseph Duplessis
Joseph-Siffred Duplessis (22. září 1725, Carpentras poblíž Avignonu – 1. dubna 1802, Versailles) byl francouzský malíř, který se proslavil jasností a bezprostředností svých portrétů.

## Život a dílo
Jelikož se Duplessis narodil do rodiny s uměleckým sklonem, byla mu dráha umělce předurčena. První znalosti získal od svého otce, chirurga a nadaného amatéra, později od Joseph-Gabriela Imberta (1666 – 1749), který byl žákem Charlese Le Bruna. Od roku 1744 do roku 1747, možná o něco později, působil Duplessis v Římě, v ateliéru Pierra Subleyrase, který pocházel také z jižní Francie a zemřel v roce 1749. V Itálii se Duplessis seznámil s několika významnými osobnostmi, včetně Josepha Verneta, dalšího Francouze.
V roce 1747 se vrátil do svého rodného města, strávil krátký čas v Lyonu a v roce 1752 odešel do Paříže, kde byl přijat na Académie de Saint-Luc a kde od roku 1764 začal vystavovat několik ze svých portrétů, které se staly nyní jeho specialitou. Zde však nesklidil nijak velký úspěch a uznání si získal až po vystavení několika portrétů v Pařížském salónu v roce 1769, kde jeho portréty zapůsobily i na Denise Diderota. V Pařížském salónu vystavoval své portréty až do roku 1791, možná i až do roku 1801.

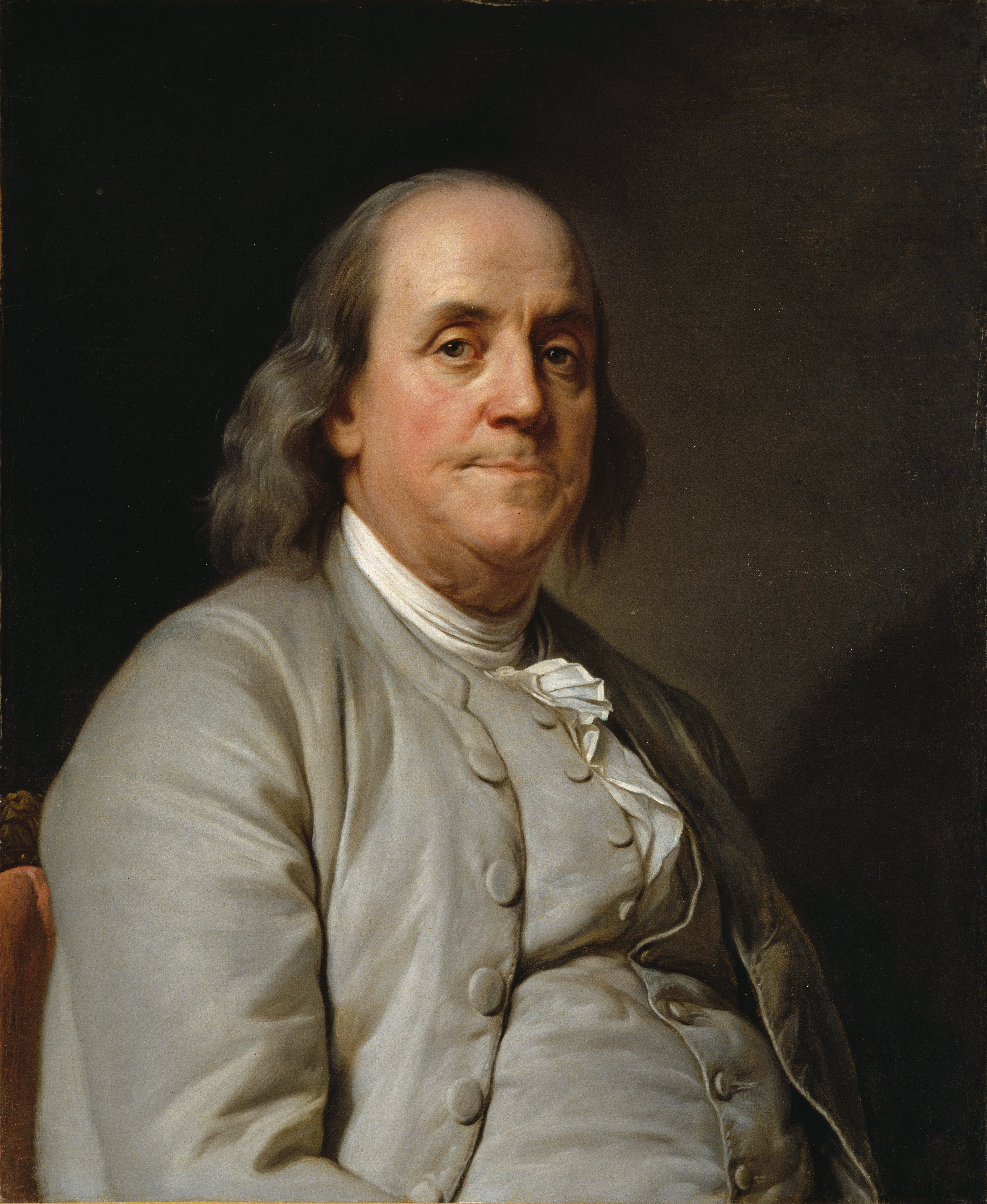
Portrét Benjamina Franklina (cca 1785)

V roce 1771 namaloval úchvatný portrét Marie Antoinetty, který mu pomohl k oficiálními titulu "královského malíře" (peintre du Roi) a upevnil jeho slávu: většina z jeho zachovaných portrétů se datuje mezi lety 1770 až 1780. Tento portrét mu zajistil i prestižní možnost vystavovat v Galeries du Louvre. Špatné období přišlo spolu s francouzskou revolucí, konkrétně se začátkem tzv. Velkého teroru, kdy se musel spolu s rodinou skrývat v Carpentrasu, ale v roce 1796 začal již pracovat jako správce nově otevřeného muzea ve Versailles. V tomto muzeu je k vidění i jeho neústupný Autoportrét.
Duplessis musel po revoluci přizpůsobit svůj styl sociálním podmínkám: portrét Charlese-Claudeho, hraběte d'Angiviller a ředitele Bâtiments du Roi je stejně zdánlivý a konvenční jako portrét francouzského krále Ludvíka XVI. zobrazeného v korunovačních šatech. Přesným opakem je realistický a důvěrný portrét operního skladatele Christopha Willibald Glucka (Kunsthistorisches Museum, Vídeň), zobrazující umělce sedícího u klávesnice v momentě inspirace. Podobný je i pronikavý portrét sochaře Christophe Gabriel Allegraina (Louvre), který jej zobrazuje jak právě pokládá dláto; tento portrét mu zajistil velký úspěch a přijetí na Académii.
Velice významný je i jeho portrét Benjamina Franklina zřejmě z roku 1785, který opravuje více než jiný portrét od Duplessise představu o Franklinovi pro jeho potomstvo.
Jeho portrét státníka Jacquese Neckera je nyní k vidění v Château de Versailles (Versaillském zámku). U tohoto portrétu bylo uděláno několik redukovaných verzí, jedna z nich je vystavena v Louvru.
Mnoho z jeho portrétů dostalo širší popularitu jako rytiny.

## Galerie

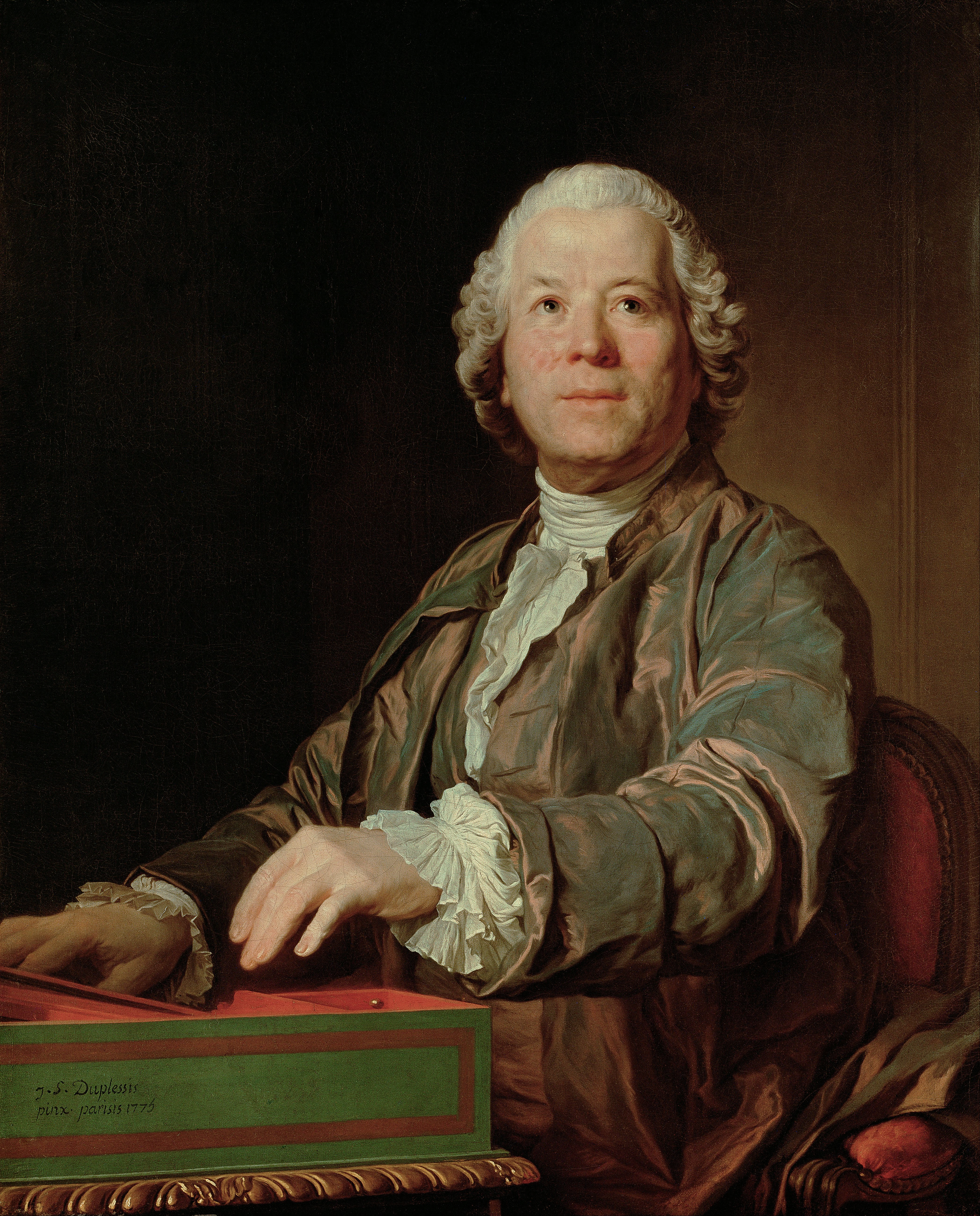
Portrét Christopha Willibalda Glucka (1775)
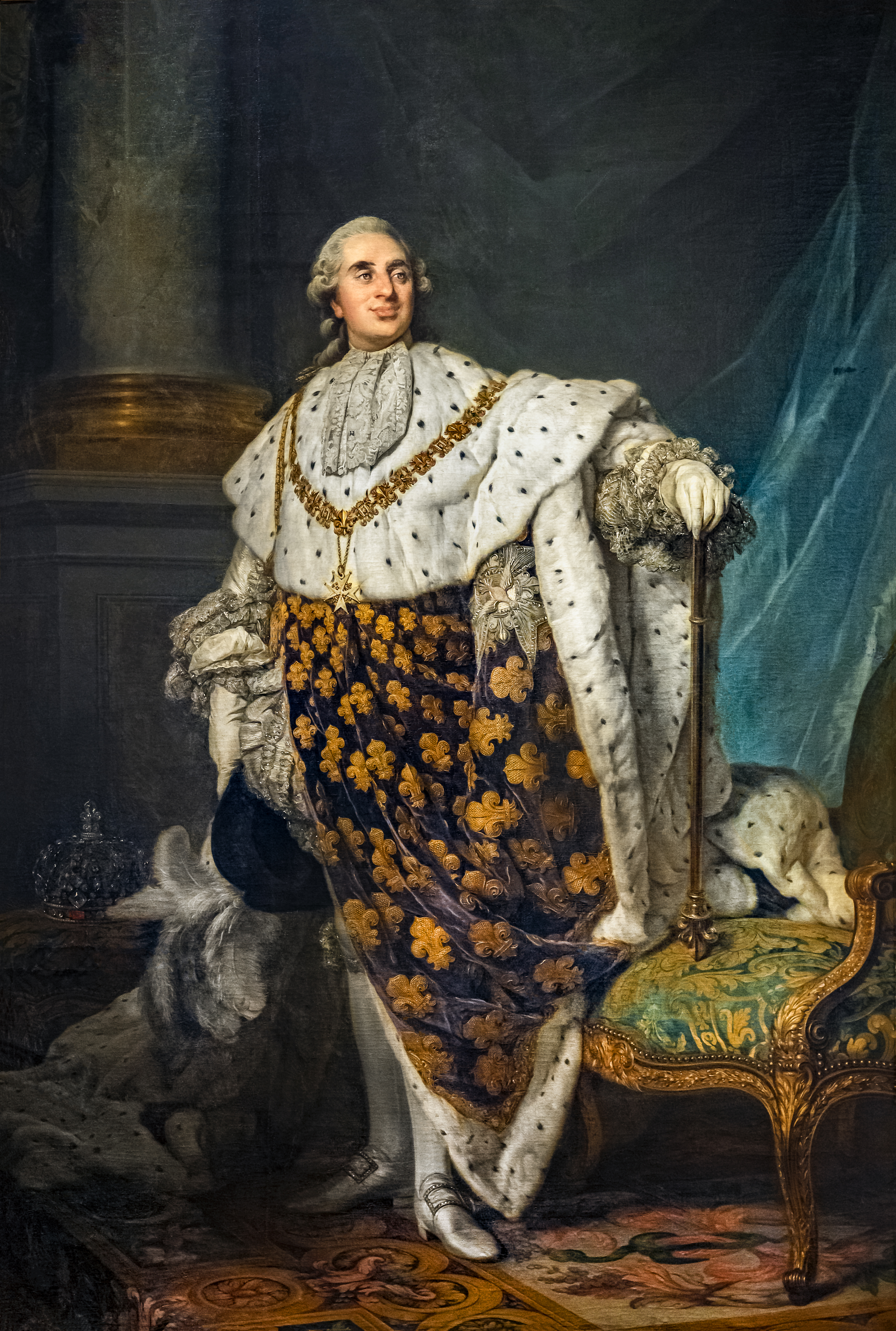
Portrét Ludvíka XVI. (1777)
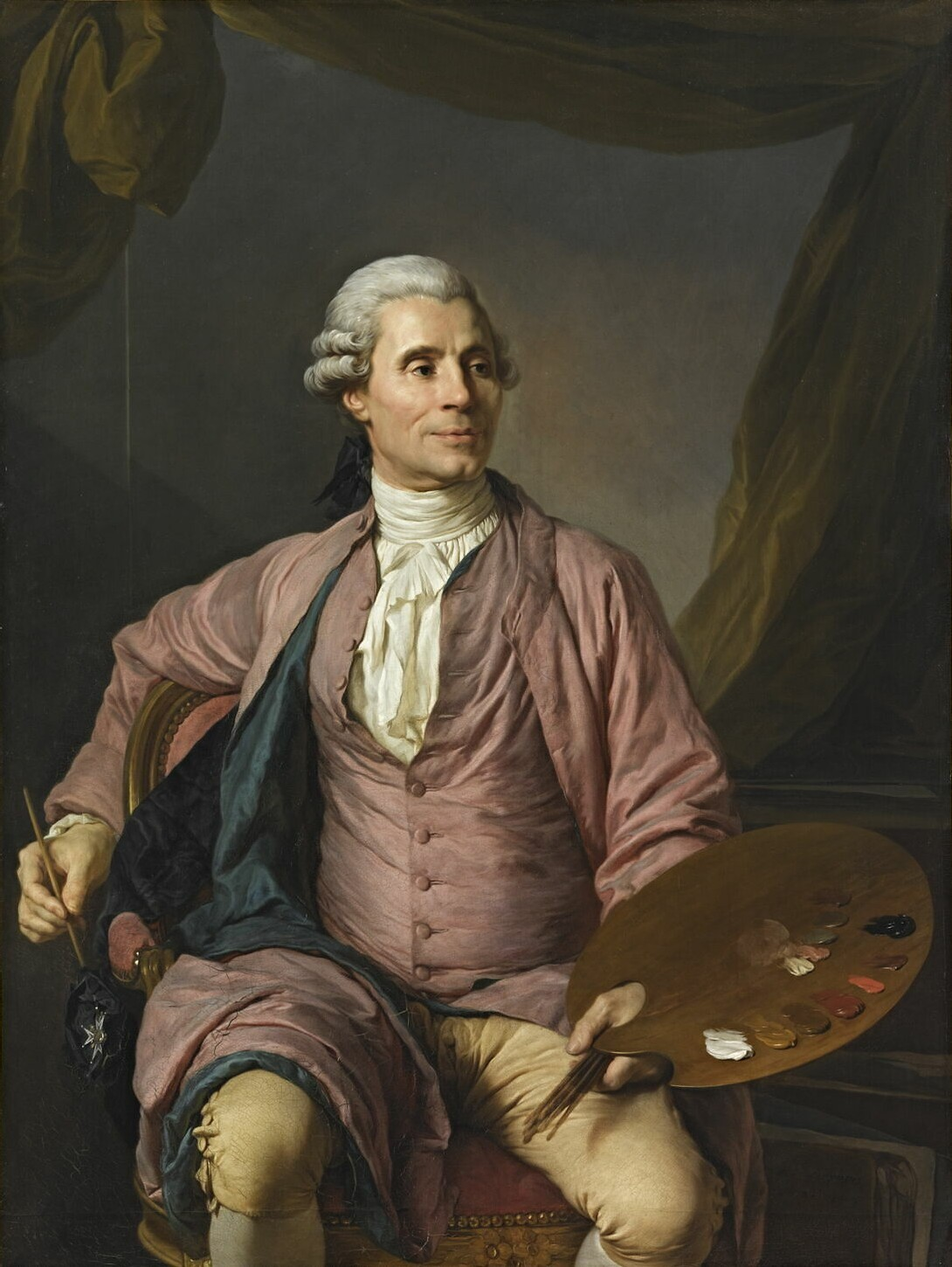
Portrét Josepha Marie Viena (1784)
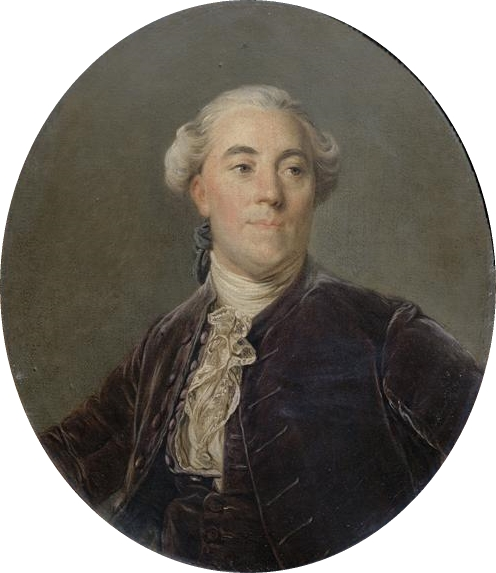
Portrét Jacquese Neckera
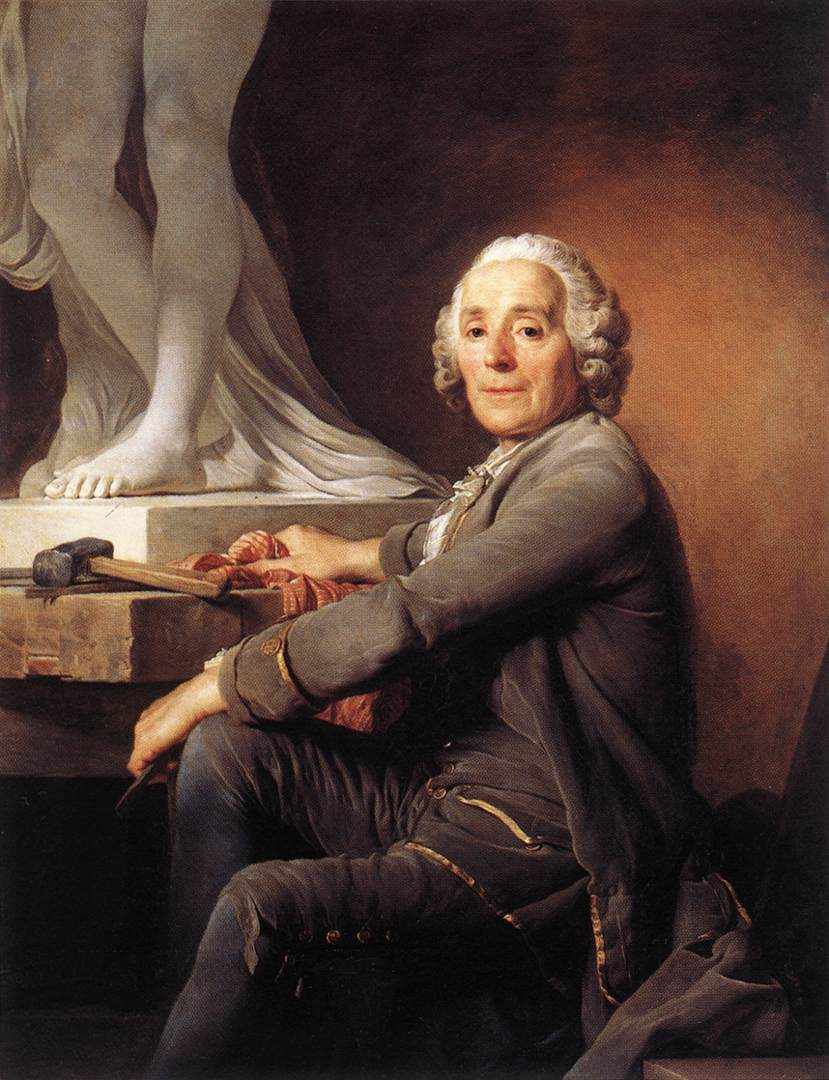
Portrét sochaře Christophe Gabriela Allegraina, 1774 (Louvre)